# Bruno Pinasco
Bruno Pinasco Pérez (Lima, 1 de diciembre de 1974) es un periodista, presentador de televisión, productor y actor de voz peruano. Es presentador del programa Cinescape desde el año 2000 y TEC junto a su hermana Chiara a partir de  2010.

## Primeros años
Hijo del presentador, narrador y actor Luis Ángel Pinasco y la cantante española Bárbara Pérez, conocida como Bárbara Conde. Empezó su carrera a los diez años en Triki Trak, uno de los programas concurso más célebres de los ochenta, donde realizaba precoces labores de producción y esporádicas apariciones frente a las cámaras del show que su padre condujo con éxito durante siete años.

## Carrera
En 1993, ingresó al Departamento de Promociones y Marketing de América Televisión como realizador y editor de promociones. Luego, formaría parte del equipo de producción del sintonizado programa Gisela en América. Pero, en diciembre de 1994, a los veinte años, ya como productor, dejaría canal 4 para instalarse en Red Global, como productor de exteriores del programa concurso Oki doki.
En 1996, Bruno ingresó como productor ejecutivo en un nuevo proyecto de ATV: Campaneando, con el conocido cantautor peruano Gian Marco, en la conducción. Poco tiempo después, debuta formalmente como coanimador en el mencionado espacio, de gran aceptación entre los televidentes. Sin embargo, el ciclo de Campaneando concluye en 1997. 
En ese mismo periodo, el productor argentino Cristian Andrade preparaba una secuencia de espectáculos llamada Paparazzi, vía Red Global. Bruno ingresa como reportero y cubre notas de todo tipo. Tiempo después, se convirtió en conductor del programa, al lado de Lucero Sánchez. Ella y Bruno se hacen muy amigos, y cuando el canal decide reemplazarla, él renuncia en señal de protesta y se muda nuevamente a América Televisión.
La situación en América no fue como se esperaba y Bruno estuvo varios meses «congelado». Su publicitado jale a De buena onda nunca se dio y rescindió su contrato poco después. Es así que se concreta su participación en el relanzamiento de Campaneando, otra vez al lado de Gian Marco.
En 1999, Bruno viaja a Hollywood por primera vez para entrevistar a Pierce Brosnan. El siguiente año, viajó tres veces más a Hollywood, financió él solo todos los gastos. Y entrevistó a los actores de Gladiator, Los Picapiedra 2 y The Road to El Dorado.
Óscar Kohata (el actual productor de Cinescape) y Bruno armaron un formato en coproducción y donde tuvieran el control de todo, tanto de la calidad visual como de la comercialización. Aldo Pinasco, hermano mayor de Bruno, ingresó para ver toda la parte legal y administrativa. Seguidamente, Bruno, Óscar, Aldo y su papá, con una lista larga de nombres, escogieron Cinescape. 
Poco después, crearon su propia casa de producción: Flash Back Producciones y nacería Cinescape. Se inició la más larga y auspiciosa etapa profesional de Bruno Pinasco, después de cursar Ciencias de la Comunicación, al frente de un espacio que con el tiempo se convertiría en una de las más emblemáticas e innovadoras producciones de la televisión peruana. Adicionalmente, en 2002, tuvo un pequeño espacio radial para entrevistar a personalidades de la música.
Su trabajo lo ha llevado a los cinco continentes del planeta y ha podido entrevistar a las más importantes figuras de la pantalla, más de una vez esas grandes estrellas ha mandado felicitaciones a sus estudios cinematográficos, agradeciendo el trabajo, estilo ameno y divertido de Pinasco. En el año 2010, entró a su temporada número 10 a cargo de Cinescape y empezó a conducir el programa TEC, junto a su media hermana paterna Chiara Pinasco. En simultáneo, colaboró para el especial 50 Películas que deberías ver antes de morir en el canal TCM. Como actor de voz, participó en el doblaje de películas como Kung Fu Panda y Coraline para Latinoamérica, realizándolas en México. Más adelante, participó en la película La vida secreta de tus mascotas y su secuela.
En 2013 condujo, paralelamente a los otros dos programas, el programa concurso 100 peruanos dicen, de GV Producciones, también por América Televisión. Y en 2014 condujo el programa ¿Sabes más que un niño de primaria?
En el 2015, empezó a trabajar para Warner Channel Latinoamérica, donde también fue comentarista de los People's Choice Awards y los Premios Emmy.

## Vida personal
En 2016, celebró su cumpleaños número 42 publicando en redes sociales una foto con una torta con los colores del arcoíris, con el mensaje «Es mi 'cumple', la vida es una, soy una persona plena y feliz. La torta lo dice todo. Sean felices siempre» lo que se interpretó como una salida del clóset.

## Filmografía

### Televisión
| Año           | Título                                       | Rol                   | Notas                           |
| ------------- | -------------------------------------------- | --------------------- | ------------------------------- |
| 1996-1997     | Campaneando                                  | Copresentador         | También productor ejecutivo     |
| 1998          | Paparazzi                                    | Reportero/presentador |                                 |
| 2000-presente | Cinescape                                    | Presentador           | También productor               |
| 2010-presente | TEC                                          | Presentador           | También productor               |
| 2010          | 50 películas que deberías ver antes de morir | Presentador           | Emitido para México y Argentina |
| 2013          | 100 peruanos dicen                           | Presentador           |                                 |
| 2014          | ¿Sabes más que un niño de primaria?          | Presentador           |                                 |
| 2015          | Apuesto por ti                               | Presentador           |                                 |

### Productor
- Esta sociedad (2006)
- Esta sociedad 2 (2008)

### Actor de voz
| Año  | Título                            | Rol    | Notas                         |
| ---- | --------------------------------- | ------ | ----------------------------- |
| 2008 | Kung Fu Panda                     | Mono   | Exclusivo para Perú y Bolivia |
| 2009 | Coraline                          | Wybie  | Doblaje para Latinoamérica    |
| 2016 | La vida secreta de tus mascotas   | Norman | [ 20 ]                        |
| 2019 | La vida secreta de tus mascotas 2 | Norman |                               |

## Premios y nominaciones
| Año  | Premio                       | Categoría                         | Trabajo   | Resultado | Ref.   |
| ---- | ---------------------------- | --------------------------------- | --------- | --------- | ------ |
| 2005 | Premios Luces de El Comercio | Mejor rostro masculino de TV      | Cinescape | Ganador   |        |
| 2013 | Premios Luces de El Comercio | Mejor conductor                   | Cinescape | Nominado  |        |
| 2019 | Premios Luces de El Comercio | Mejor conductor                   | Cinescape | Ganador   |        |
| 2023 | Premios Luces de El Comercio | Mejor programa de entretenimiento | Cinescape | Ganador   |        |
| 2024 | Premios Luces de El Comercio | Mejor conducción                  | Cinescape | Nominado  | [ 21 ] |